# Lijst van beelden in Weesp
Dit is een chronologische lijst van beelden in Weesp.
Onder een beeld wordt hier verstaan elk driedimensionaal kunstwerk in de openbare ruimte van de Nederlandse gemeente Weesp, waarbij beeld wordt gebruikt als verzamelbegrip voor sculpturen, standbeelden, installaties, gedenktekens en overige beeldhouwwerken.
Voor een volledig overzicht van de beschikbare afbeeldingen zie de categorie Beelden in Weesp op Wikimedia Commons.
| Geplaatst | Omschrijving                 | Kunstenaar               | Straat                                    | Plaats | Materiaal              | Afbeelding           |
| --------- | ---------------------------- | ------------------------ | ----------------------------------------- | ------ | ---------------------- | -------------------- |
| 1928      | Gedenkteken Van Houten & Zn  | Toon Dupuis              | Groeneweg                                 | Weesp  | steen                  |                      |
| 1947      | Oorlogsmonument Van Houten   | André Schaller           | Stationsplein                             | Weesp  | baksteen, natuursteen  |                      |
| 1955/2009 | Oorlogsmonument              | Lidi van Mourik Broekman | Ossenmarkt                                | Weesp  | brons en steen         |                      |
| 1957      | Moeder en kind               | Ruth Brouwer             | Dichtershof                               | Weesp  | brons                  |                      |
| 1968      | Tamboer                      | Gooitzen de Jong         | Winkelcentrum Hogeweij                    | Weesp  | brons                  | Photograph of statue |
| 1989      | Weespermoppenbakker          | Siemen Bolhuis           | Binnenveer                                | Weesp  | brons                  |                      |
| 1993      | De Schreeuw van Moeder Aarde | Omer Gielliet            | Wollenweversbuurt                         | Weesp  | hout                   |                      |
| 2006      | Het Duivenprieel             | Marte Röling             | Achteromstraat                            | Weesp  | Kunststof met bladgoud |                      |
| 2007      | Oehoe                        | Peter Petersen (1947)    | Lageweyselaan                             | Weesp  |                        |                      |
| 2010      | Waterkant                    | Burney Bavelaar          | Oudegracht                                | Weesp  | brons                  |                      |
| 2011      | Herdersjongen                | Burney Bavelaar          | Herengracht                               | Weesp  | brons                  |                      |
| Onbekend  | Gedenkbank Dr. S. Wartena    | onbekend                 | Groeneweg, Park Oversingel                | Weesp  | steen en hout          |                      |
| Onbekend  | Moeder en kind               | onbekend                 | Amstellandlaan, hoek Kostverlorenstraat   | Weesp  |                        |                      |
| Onbekend  | Vogel-zonnewijzer            | onbekend                 | Jan Tooropstraat/Rembrandt van Rijnstraat | Weesp  | metaal                 |                      |
|           | Kikkerfontein                | onbekend                 | Groeneweg, Park Oversingel                | Weesp  |                        |                      |

Centrum · Westpoort · West · Nieuw-West · Zuid · Oost · Zuidoost · Noord · Weesp